# Linje 7A
Linje 7A er en buslinje i København, der kører mellem Rødovrehallen og Københavns Hovedbanegård. Linjen af en del af Movias A-busnet og er udliciteret til Keolis Danmark, der driver linjen fra sit garageanlæg på Jernholmen på Avedøre Holme. Med ca. 5,9 mio. passagerer i 2024 er den en af de mest benyttede af Movias buslinjer. Linjen betjener Rødovre, Valby, Frederiksberg og Vesterbro.
Linjen blev oprettet 13. oktober 2019 mellem Rødovrehallen og København Syd st. som en del af indførelsen af Nyt Bynet efter åbningen af Cityringen. Den erstattede dele af linje 6A, 14, 26 og 34. Strækningen mellem Hovedbanegården og København Syd st. blev erstattet af en ny linje 17 20. oktober 2024. 

## Historie
Baggrunden for oprettelsen af linje 7A var åbningen af metrostrækningen Cityringen 29. september 2019. Det fik betydning for mange buslinjer, så derfor ændrede Movia det københavnske busnet 13. oktober 2019 til det, de kaldte for Nyt Bynet. Grundlaget for ændringerne blev skabt i forbindelse med udarbejdelse af Trafikplan 2016, der blev godkendt af Movias bestyrelse 23. februar 2017. Her blev der skitseret en række ændringer af A-busnettet, heriblandt oprettelsen af en ny linje 7A fra Rødovre Centrum via Roskildevej, Hovedbanegården og Teglholmen til København Syd st. (indtil 2023 Ny Ellebjerg st.). Strækningen fra Rødovre til Hovedbanegården ville erstatte en del af linje 6A, om end med en omlægning omkring den nye Frederiksberg Allé st. på Cityringen. Kørslen gennem Sydhavnen til Teglholmen og København Syd St. skulle ses som en forløber for Sydhavnsmetroen, der på det tidspunkt forventedes åbnet omkring 2024. Planerne blev efterfølgende mere konkrete med præsentationen af Nyt Bynet i januar 2018 med enkelte efterfølgende ændringer. For linje 7A var der den forskel, at den planlagte endestation ved Rødovre Centrum blev ændret til linje 6A's hidtidige endestation ved Rødovrehallen.
Linje 7A kørte fra starten af døgnet rundt, så de første officielle afgange var 13. oktober 2019 kl. 0.05 fra Rødovrehallen og kl. 0.15 fra København Syd St. Der blev fri ind- og udstigning af alle døre, der blev indført på alle de københavnske A-busser ved samme lejlighed. Materiellet kom til at bestå af 11 13,7 m-busser af typen Scania CK280UB/Slupsk fra linje 6A, seks tilsvarende busser fra linje 1A og syv 13,7 m-busser af typen Volvo B12BLE-61/Vest fra linje 350S. Sidstnævnte fik udskiftet de blå S-bushjørner med røde A-bushjørner.
Ved oprettelsen erstattede linje 7A den vestlige gren af linje 6A, der blev afkortet fra Rødovrehallen til Nørreport st. Men hvor linje 6A havde kørt direkte ad Vesterbrogade, kom linje 7A til at køre ad Pile Allé og Frederiksberg Allé forbi Frederiksberg Allé st. På den måde kom den så også til at erstatte et stykke af linje 26, der omlagdes. Det var ellers meningen, at linje 7A fra starten skulle have kørt ad Vesterbrogade - Platanvej - Frederiksberg Allé, men Platanvej var spærret for buskørsel på det tidspunkt. Først et halvt års tid senere, 16. maj 2020, kom linjen til at køre ad Vesterbrogade og Platanvej som planlagt. Ændringerne betød dog under alle omstændigheder, at et stykke af Vesterbrogade mistede sin busbetjening.
Strækningen fra Hovedbanegården til Teglholmen erstattede en del af linje 34, der afkortedes til Bella Center st. Strækningen fra Teglholmen til København Syd St. erstattede i princippet en del af linje 14, men på grund af arbejder på Teglværksbroen var den linje i forvejen afkortet til Teglholmen. Den blev så nu afkortet yderligere til Nørreport st. Arbejdet betød imidlertid også, at linje 7A ikke kunne komme til at køre ad Teglholmsgade, Teglværksbroen og Sluseholmen som planlagt. I stedet måtte den til at begynde med køre ad Teglholmsgade, i en sløjfe mod uret ad Teglholm Allé - Teglholm Tværvej - Støberigade og retur ad Teglholmsgade mod både Rødovrehallen og København Syd St. Først fra 22. juli 2020 kunne der køres over Teglværksbroen.
I foråret 2020 indgik linje 7A i Movias udbud A19X med krav om, at den vindende entreprenør skulle indsætte emissionsfri busser. Det ville sige, at de ikke måtte udlede CO2, NOx og partikler som de hidtidige dieselbusser men i stedet kunne være el- eller brintbusser. Årsagen til det var, at Københavns Kommune i 2018 havde besluttet, at alle buslinjer i kommunen skal være el- eller nulemisionsbusser senest i 2025. Udbuddet blev afgjort i januar 2021, hvor det blev besluttet, at Anchersen skulle overtage driften af linjen fra den hidtidige entreprenør Arriva fra 13. februar 2022. Det blev desuden besluttet, at linje 7A skulle trafikeres af 25 elbusser, hvilket vil spare de berørte kommuner for 2.500 tons CO2 om året. Anchersen valgte at indsætte MAN Lion's City 12E, der oplades på garageanlægget. De nye busser er kortere end de gamle, da en nedgradering af linje 7A fra 13,7 m-busser til 12 m-busser også var en del af udbuddet. Sammen med Anchersens overtagelse af driften blev de nye elbusser indsat den 13. februar 2022.
Ved køreplansskiftet 26. juni 2022 omlagdes linje 7A ad Pile Allé - Frederiksberg Allé, så den igen kom til at betjenes alléen i hele dens længde. Til gengæld blev linje 26 omlagt til at køre direkte ad Vesterbrogade, så stykket uden busbetjening fik det igen. 25. juni 2023 afkortedes linjen på hver anden afgang om aftenen fra Rødovrehallen til Damhustorvet.
22. september 2022 blev linje 7A afkortet fra København Syd St. til Sjælør st. på grund af vejarbejde på Carl Jacobsens Vej. I første omgang betød det en større sløjfekørsel ad Sydhavns Plads - Enghavevej - Vigerslev Allé - Sjælør Boulevard dertil og retur via Havneholmen og Teglholmen som sædvanligt. Det reduceredes dog 7. november 2022 til kørsel ad Sydhavns Plads - P. Knudsens Gade til Borgmester Christiansens Gade, hvorfra der kørtes retur ad almindelig rute. I slutningen af november 2022 blev det muligt at vende ved Sjælør st., så der kunne køres ad almindelig rute i begge retninger. Afkortningen var i første omgang midlertidig men blev gjort permanent 30. juni 2024.

### Tilpasning til Sydhavnsmetroen
I april 2023 udarbejde Movia et notat til Københavns Kommune om tilpasning af busnettet, når Sydhavnsmetroen åbnede mellem Hovedbanegården og København Syd st. Der blev lagt vægt på sikre attraktive knudepunkter og god lokal betjening men også på at undgå parallelkørsel med metroen. Det kunne gøres på forskellig vis. Et scenarie gik på at afkorte linje 7A fra København Syd st. til Hovedbanegården uden anden erstatning end metroen. Dermed ville man helt undgå parallelkørsel, og der kunne spares betydelige driftsomkostninger. Til gengæld ville flere områder få længere til kollektiv trafik, og Teglholmen ville helt miste betjeningen. Et andet scenarie gik modsat på at lade linje 7A fortsætte som hidtil. Det ville sikre lokal betjening i alle de berørte områder og med hyppig drift. Men det ville også give færre indtægter, fordi busserne ville komme til at konkurrere med metroen om de samme passagerer.
Et tredje scenarie omfattede en deling af linje 7A, idet strækningen mellem Hovedbanegården og København Syd st. skulle overtages af en ny linje 17. Den ville få nogenlunde samme linjeføring og stoppesteder som linje 7A men have en lavere frekvens. Det ville sikre, at der fortsat var lokal betjening, også de steder der ikke fik direkte gavn af metroen. Der ville også blive sparet på driften, men metroen ville til gengæld også tage passagerer. Endeligt præsenteredes der et udvidet scenarie, hvor linje 7A erstattedes af to nye linjer med lavere frekvens på strækningen mellem Hovedbanegården og København Syd st. Linje 17 skulle køre fra Vesterport st. ad linje 7A's rute fra Hovedbanegården til den nye Sluseholmen Station men så fortsætte til en endestation på Stejlepladsen. Imens skulle en linje 19 køre fra Vesterport st. via Carsten Niebuhrs Gade og Godsbaneterrænet til København Syd st. Det ville både sikre lokal betjening af de hidtidige områder og af byudviklingsområderne på Godsbaneterrænet og Stejlepladsen. Omkostningerne til de to nye linjer ville nogenlunde svare til besparelsen ved den samtidige afkortning af linje 7A.
Movia vurderede at løsningen med linje 17 som erstatning for linje 7A mellem Hovedbanegården og København Syd st. var den bedste. Den ville trods sin lavere frekvens kunne supplere metroen med kortere mellem stoppestederne og give betjening af områder som Teglholmen. En omlægning ad Carsten Niebuhrs Gade i stedet for Kalvebod Brygge ville dog give en bedre betjening der, men det måtte afvente en afklaring af vejforholdene. Til gengæld var det for tidligt med betjening af byudviklingsområderne, men det kunne meget vel blive aktuelt senere.
Det blev delingen i linje 7A og 17 som foreslået, der blev vedtaget af Københavns Borgerrepræsentation 21. september 2023. Det blev samtidig besluttet, at linje 7A skulle have endestation ved Hovedbanegården og returnere ad Vesterbrogade. Det var dog ikke umiddelbart klart, om der kunne foretages en U-vending i krydset Vesterbrogade/Hammerichsgade. Det kunne derfor være et alternativ at vende ad Gasværksvej - Istedgade - Reventlowsgade, hvilket også ville give en bedre betjening af Hovedbanegården. Det endte dog dog med U-vendingen.
Sydhavnsmetroen blev indviet 22. juni 2024. Linje 7A blev dog ikke delt ved den lejlighed. Til gengæld medførte åbningen af metrostationen på Mozarts Plads en omlægning fra Borgbjergsvej til Borgmester Christiansens Gade. De store ændringer blev så til gengæld gennemført 20. oktober 2024. Linje 7A blev som vedtaget afkortet fra København Syd st. til Hovedbanegården med endestation på Vesterbrogade ved Frihedsstøtten. Samtidig oprettedes linje 17 ad linje 7A's hidtidige rute mellem Vesterport st. og København Syd st. I praksis kørte den dog kun til Sjælør st. indtil 15. januar 2025 ligesom linje 7A, da der fortsat var vejarbejde på Carl Jacobsens Vej. Derudover vil linje 17 på et senere tidspunkt blive omlagt ad Carsten Niebuhrs Gade med Københavns Busterminal. I modsætning til linje 7A har linje 17 ikke natdrift.

### Nyt Ringnet
I den anden af linjen i Rødovre Kommune skal busnettet også tilpasses som en del af det, Movia kalder Nyt Ringet, til når Hovedstadens Letbane åbner. Her præsenterede Movia et basisforslag med forskellige tilkøbsmuligheder i februar 2023. En af disse muligheder var en grendeling af linje 7A, så hver anden afgang kom til at vende ved Rødovrehallen som hidtil, mens de andre skulle fortsætte ad Tårnvej og Slotsherrensvej til den nye Rødovre Nord Station. Det ville give en god forbindelse mellem letbanen og store dele af kommunen men også øge dens udgifter til linjen. Teknik- og Miljøudvalget besluttede at benytte denne mulighed på sit møde 11. april 2023.
Afkortningen af linje 7A til Hovedbanegården som beskrevet ovenfor kostede imidlertid så mange passagerer, at kommunerne måtte øge deres tilskud til linjen. For at begrænse omkostningerne foreslog Movia derfor at reducere antallet af afgange fra ni til otte i dagtimerne. Det ville så også give en lettere forståelig køreplan ved kvarterdrift til henholdsvis Rødovrehallen og Rødovre Nord Station. Som en yderligere besparelse kunne afgangene til Rødovrehallen afkortes til kommunegrænsen ved Damhustorvet. Det syntes Rødovre Kommune dog var for stor en serviceforringelse. Så kommunalbestyrelsen nøjedes med at vedtage reduktionen i antallet af afgange på sit møde 30. april 2024.
Hovedstadens Letbane regner med at åbne i efteråret 2025. Nyt Ringnet er sat til at træde i kraft i december 2025.

## Linjeføring
Linje 7A kører mellem Rødovrehallen og Københavns Hovedbanegård. Endestationen ved Rødovrehallen er i en vendesløjfe nær sportshallen og overfor Carlsros rækkehuskvarter. Der køres ad Rødovre Parkvej, før der drejes om ad Tårnvej forbi Rødovre Centrum og Rødovre Vandtårn. Med Roskildevej kommer linjen forbi Damhustorvet, før der køres langs med den sydlige bred af Damhussøen. Derefter passeres Ålholm Plads og Ålholm st., før linjen kommer ind i Frederiksberg med højhuset Domus Vista, Solbjerg Kirkegård og Zoologisk Have. Nedenfor Valby Bakke drejes om ad Pile Allé og ved Frederiksberg Runddel ad Frederiksberg Allé. På denne passerer linjen Frederiksberg Allé st. og Sankt Thomas Plads, før gaden munder ud i Vesterbrogade. Linjen fortsætter ad denne forbi Vesterbros Torv til Hovedbanegården, hvor den ender ved Frihedsstøtten.

## Fakta
- Linjeføring
  - Rødovrehallen - Rødovre Parkvej - Tårnvej - Roskildevej - Ålholm Plads - Ålholm st. - Roskildevej - Pile Allé - Frederiksberg Allé - Frederiksberg Allé st. - Frederiksberg Allé - Vesterbrogade - Hovedbanegården ved Frihedsstøtten[47]

- Overordnede linjevarianter
  - Rødovrehallen - Københavns Hovedbanegård[47]
  - Damhustorvet - Københavns Hovedbanegård (kun aften)[47]

- Vigtige knudepunkter
  - Rødovrehallen, Rødovre Centrum, Damhustorvet, Ålholm Plads, Ålholm st., Zoologisk Have, Frederiksberg Allé st. og Hovedbanegården

- Materiel
  - 27 elbusser med garageopladning af typen MAN Lion's City 12E garageret hos Keolis Danmark, Jernholmen (fælles med linje 8A).[48]

| Entreprenør | Entreprenør                | Entreprenør |
| Fra         | Entreprenør, anlæg         |             |
| ----------- | -------------------------- | ----------- |
| 13-10-2019  | Arriva, Ejby               |             |
| 13-02-2022  | Anchersen, Jernholmen      |             |
| 03-06-2025  | Keolis Danmark, Jernholmen |             |

| År          | 2021      | 2022      | 2023      | 2024      |
| ----------- | --------- | --------- | --------- | --------- |
| Passagertal | 5.322.655 | 5.986.074 | 6.485.771 | 5.913.464 |

## Kronologisk oversigt
Nedenfor er der gjort rede for permanente og længerevarende midlertidige ændringer. Der er set bort fra ændringer af få dages varighed og de til tider temmelig omfattende ændringer ved sportsbegivenheder, demonstrationer, statsbesøg og lignende.
| Rutehistorik                | Rutehistorik |
| Dato/periode                | Ændring |
| --------------------------- | --- |
| 13-10-2019                  | Linje 7A oprettes ad følgende rute: Rødovrehallen - Rødovre Parkvej - Tårnvej - Roskildevej - Ålholm Plads - Ålholm st. - Roskildevej - Pile Allé - Frederiksberg Allé - Frederiksberg Allé st. - Vesterbrogade - Hovedbanegården - Bernstorffsgade - Kalvebod Brygge - Vasbygade - Teglholmsgade - > Teglholm Allé > Teglholm Tværvej > Støberigade >(/< Støberigade < Teglholm Tværvej < Teglholm Allé <) - Teglholmsgade - Sydhavns Plads - Enghavevej - Borgbjergsvej - > Mozarts Plads >(/< Sigvald Olsens Gade < Louis Pios Gade <) - Borgmester Christiansens Gade - Sjælør Boulevard - Sjælør st. - Carl Jacobsens Vej - København Syd St. Der køres i sløjfe mod uret på Teglholmen i begge retninger. Der køres døgnet rundt, og der er fri ind- og udstigning af alle døre. Linjen erstatter dele af linje 6A, 14, 26 og 34, der alle afkortes. |
| 16-05-2020                  | Omlægges ad Vesterbrogade - Platanvej som oprindeligt planlagt. |
| 22-07-2020                  | Omlægges så der mellem Vasbygade og Borgbjergsvej køres ad Teglholmsgade - Støberigade - Teglværksbroen - Sluseholmen - Sjællandsbroen - Sydhavnsgade i begge retninger. |
| 07-03-2021 - ca. 16-07-2021 | Omlægges så der køres direkte ad Vesterbrogade i retning mod København Syd St. Omlægningen skyldes vejarbejde med følgende ensretning af Frederiksberg Allé. |
| 05-07-2021 - ca. 13-08-2021 | Omlægges ad Søndre Fasanvej - Valby Langgade - Pile Allé. Omlægningen skyldes anlægsarbejde på Roskildevej ved Frederiksberg Slot. |
| 06-12-2021 - 21-02-2021     | Omlægges ad P. Knudsens Gade i retning mod Rødovrehallen. Omlægningen skyldes vejarbejde. |
| 07-03-2022 - ca. 02-05-2022 | Omlægges ad Søndre Fasanvej - Smallegade - Allégade - Frederiksberg Allé. Omlægningen skyldes vejarbejde. |
| 11-04-2022 - ca. 17-06-2022 | Omlægges ad Roskildevej - Korsdalsvej - Rødovre Parkvej til Rødovrehallen men retur ad Rødovre Parkvej - Tårnvej som sædvanligt. Omlægningen skyldes fjernvarmearbejde på Rødovre Parkvej. |
| 26-06-2022                  | Omlægges ad Pile Allé - Frederiksberg Allé. |
| 22-09-2022 - 01-12-2022     | Afkortes fra København Syd St. til Sjælør st. Mod Sjælør st. køres ad Sydhavns Plads - Sydhavn st. - Enghavevej - Vigerslev Allé - Sjælør Boulevard i stedet for via Teglholmen og Sluseholmen. Omlægningen ændres 7. november 2022, så der køres ad Sydhavns Plads - P. Knudsens Gade til krydset med Borgmester Christiansens Gade, hvorfra der returneres ad normal rute. Omlægningen skyldes vejarbejde på Carl Jacobsens Vej. |
| 01-12-2022                  | Afkortet fra København Syd st. til Sjælør st. Afkortningen skyldes skybrudssikring. Oprindeligt midlertidigt, men fra 30. juni 2024 er afkortningen permanent. |
| 01-12-2022 - ca. 02-10-2023 | Omlægges på Teglholmen og Sluseholmen så der i retning mod Sjælør st. køres samme vej rundt som i retning mod Rødovrehallen, det vil sige i sløjfe ad Scandiagade - Sydhavnsgade - Sjællandsbroen - Sluseholmen - Teglværksbroen - Støberigade - Teglholmsgade - Sydhavns Plads - Sydhavnsgade. Sløjfekørslen droppes dog 16. december 2023, så der i stedet køres direkte ad Sydhavnsgade - Sydhavns Plads i retning mod Sjælør st. Omlægningen skyldes ensretning af Teglholmsgade. |
| 25-06-2023                  | Afkortes fra Rødovrehallen til Damhustorvet på hver anden afgang om aftenen. |
| 24-06-2024                  | Omlægges ad Borgmester Christiansens Gade i stedet for Sydhavnsgade - Borgbjergsvej efter åbningen af Mozarts Plads st. |
| 20-10-2024                  | Afkortes fra Sjælør st. til Hovedbanegården med endestation på Vesterbrogade ved Frihedsstøtten som følge af åbningen af Sydhavnsmetroen. Strækningen fra Hovedbanegården til Sjælør st. og København Syd st. overtages af en ny linje 17. |